# Sarah Elago
Sarah Jane I. Elago (Manila, 18 ottobre 1989) è una politica e attivista filippina.

## Biografia
Nativa di Manila, da bambina soffre di balbuzie e cresce in un contesto di povertà.
Studia hotel management presso l'Università delle Filippine Diliman, periodo durante il quale pratica teatro e si avvicina all'ideologia comunista. Durante quegli anni diviene quindi leader di organizzazioni giovanili e sfrutta le dimostrazioni studentesche per diffondere gli ideali del maoismo.
Dopo aver aderito al partito politico di sinistra Bayan e quindi alla sua organizzazione giovanile Kabataan, alle elezioni parlamentari del 2016 si candida con successo alla Camera dei rappresentanti, proprio per la lista elettorale di Kabataan. Al Congresso diventa così uno dei sette rappresentanti della coalizione di Makabayan, assieme a Zarate di Bayan Muna, Tinio e Castro di ACT Teachers, Casilao di Anakpawis, de Jesus e Brosas di Gabriela.
Alle elezioni parlamentari del 2019 viene rieletta per un secondo mandato, con il blocco di Makabayan che scende invece a sei rappresentanti. Come deputata si impegna a promuovere leggi nell'ambito dell'istruzione, parità dei sessi e della discriminazione delle donne. Durante il suo secondo mandato la giovane parlamentare è tra i principali critici del governo Duterte al Congresso, in particolare in tema di diritti umani e libertà di manifestazione del pensiero.

## Controversie
Come per altri membri della coalizione di sinistra Makabayan, alla Elago è stata addebitata la responsabilità, da parte delle forze armate delle Filippine, del reclutamento di nuovi affiliati per il Partito Comunista filippino e il Nuovo Esercito Popolare – gruppi di estrema sinistra considerati organizzazioni terroristiche dal Governo filippino, statunitense e dall'Unione europea – nonché di radicare la lotta armata all'interno della società, soprattutto tra le fasce più fragili della popolazione quali giovani e contadini.   
Altresì simile è la posizione nei suoi confronti della Lega dei genitori filippina (in inglese League of Parents of the Philippines), che nel 2019 l'ha accusata di avere indottrinato numerosi studenti con l'ideologia comunista attraverso il gruppo Kabataan e di aver contribuito alle loro sparizioni, poi culminate col reclutamento tra le file dei gruppi paramilitari di estrema sinistra del Paese. La Elago si è difesa dalle accuse di sequestro di persona affermando che i giovani si erano uniti di loro spontanea volontà. Il Dipartimento della giustizia delle Filippine ha in seguito scagionato la politica e il gruppo Anakbayan da ogni accusa per mancanza di prove concrete.